# Feste Gobabis
Die Feste Gobabis war eine Festung der Schutztruppe in Deutsch-Südwestafrika, dem heutigen Namibia. Sie befand sich in Gobabis im Osten des Landes. Die militärische Befestigungsanlage wurde 1896/97 erbaut und ist zerstört.
Die Feste wurde am 16. Januar 1904 von den Herero angegriffen.